# Universidad Autónoma de Chiapas
La Universidad Autónoma de Chiapas (UNACH), benemérita y autónoma, es una universidad pública mexicana, cuya sede es la ciudad de Tuxtla Gutiérrez, capital del estado de Chiapas, México. Además de Tuxtla Gutiérrez, también cuenta con centros académicos en los municipios de Arriaga, Comitán, Pichucalco, San Cristóbal de Las Casas, Pijijiapan, Palenque, Copainalá, Tapachula y Villaflores.
Fue creada por decreto en 1974 e inició formalmente sus actividades en 1975, por el entonces gobernador Dr. Manuel Velasco Suárez. Tras su fundación se unieron diversas escuelas de enseñanza superior que existían previamente, entre ellas la Escuela de Ingeniería, la Escuela de Medicina y la Escuela de Derecho; las dos primeras en Tuxtla Gutiérrez y la última en San Cristóbal de Las Casas. También se incorporaron diversas licenciaturas.

## Escudo
En julio de 1975, siendo director de la Escuela de Ingeniería Civil , el Ing. Carlos Serrato Alvarado bosquejó el escudo universitario. Antes se había organizado un concurso para tal fin, habiéndose declarado desierto. Ante esta situación y tomando en cuenta la apremiante necesidad que se tenía del escudo, lo diseñó el Ing. Serrato Alvarado. En él se trató de presentar simbólicamente a México y Chiapas, pero haciendo énfasis en Chiapas, no como una entidad más, sino como el Estado cuyo pueblo por propia voluntad decidió adoptar la mexicanidad. Esto se simboliza en el escudo con dos águilas.
Por otra parte se representó geográficamente a la entidad con relación al Istmo, pues la estructura característica de la Universidad, cuyas instalaciones están diseminadas estratégicamente a lo ancho y largo del territorio estatal, pretende que la cultura llegue fácilmente a todos los rincones del Estado de Chiapas. A las iniciales de la Universidad Autónoma de Chiapas se le agregó la letra "N" para diferenciarlas de las otras Universidades. Como no se tenía el lema, se dejó el espacio requerido, colocando en su lugar "Ciencia, Arte y Tecnología".
Finalmente, el escudo fue presentado y aprobado en la reunión ordinaria número 8 del H. Consejo Universitario, celebrado en Tapachula en 1976. 
Se hicieron dos ejemplares originales, uno se conserva en la Escuela de Ingeniería, rescatado por el Ing. Alonso Figueroa Gallegos, y el otro se entregó a la Rectoría en la celebración del XXIV aniversario de la Escuela. El escudo se encuentra enmarcado por la leyenda que dice Universidad Autónoma de Chiapas; en el interior dos águilas de perfil situadas a la derecha e izquierda de la "U" mayúscula que significa "UNIVERSIDAD" dentro de ella y en la parte superior se observan las iniciales UNACH.
Dentro de una figura geométrica compuesta de cuatro líneas rectas paralelas por cuatro líneas curvas, y en la parte inferior un círculo en cuyo núcleo se perfiló al Estado de Chiapas, el Océano Pacífico, el Golfo de México y los trazos que delimitan las fronteras geográficas de Chiapas, Oaxaca, Veracruz, Tabasco y Guatemala, encerrando en los términos que contiene los términos "ciencia-arte-tecnología".
Las fusión de las dos águilas representa al estado de Chiapas, cuyo pueblo por propia voluntad decidió adoptar la mexicanidad al anexarse a la República Mexicana.

## Mascota
La Universidad Autónoma de Chiapas adoptó la imagen del ocelote como representante de su espíritu e identidad.
Su fortaleza, inteligencia, astucia, valentía, sigilo y velocidad hacen ser una de las especies más exitosas. Los antiguos mexicanos tenían al "ocelotl" como un emblema de valentía y coraje y se representaba como el guerrero "ocelotl".
En la actualidad, la mascota oficial de la universidad es el grifo. Dado el autoritarismo del actual rector, Carlos Faustino Natarén Nandayapa,  ha sometido a diversos cambios que por años representaron a la universidad sin haberlos dialogado con la comunidad universitaria.

## Historia
La creación de la UNACH data de 1974, cuando por iniciativa del Dr. Manuel Velasco Suárez, gobernador constitucional del Estado, el Congreso del Estado expide el decreto número 98, del 28 de septiembre de 1974, publicada en el Diario Oficial del Estado de fecha 23 de octubre del mismo año, en el cual se aprueba la ley orgánica que da origen a la UNACH, pero es a partir del 17 de abril de 1975 cuando se inician las actividades formales.
Debido a la heterogeneidad que presenta el Estado y las políticas nacionales de desconcentración de la administración pública, la UNACH adoptó la estructura por campus universitarios, situados en las ciudades más importantes de la entidad. En este decreto fue consignada la función de las escuelas superiores existentes en el Estado. La organización inicial de las áreas académicas era departamental, pero pronto se modificó por el sistema tradicional europeo de escuelas y facultades. Se anunciaron 23 carreras al inicio de las cuales algunas modificaron su nombre, otras se duplicaron debido a la división territorial de la universidad en campus, algunas otras pasaron a otras instituciones de educación superior y otras simplemente desaparecieron.
En esa época la Universidad Autónoma de Chiapas ofreció 24 carreras; para 1975, fecha en que comienzan las actividades docentes de la Universidad, se producen modificaciones al proyecto inicial, debido a que algunas de las carreras cambiaron de nombre, otras fueron sustituidas y otras más se duplicaron en función de las existentes en otras regiones del estado; hubo otras que no entraron en operación. Finalmente, entran en funcionamiento los programas agrupados por campus, distribuidos estos en tres ciudades de tres regiones económicas de la entidad, Centro, Altos y Soconusco. Posteriormente se incorporó el campus V con las carreras de Ingeniero Agrónomo Parasitólogo, Ingeniero Agrónomo Fitotecnista e Ingeniero Agrónomo Zootecnista, en Villaflores, además surgió el campus VI con las carreras de Pedagogía y Letras latinoamericanas, en Tuxtla Gutiérrez.
Desde su origen, la cobertura de la UNACH abarcó tres regiones: I Centro, II Altos y VIII Soconusco, posteriormente se extendió a las regiones III Fronteriza, IV Frailesca, V Norte y IX Istmo-Costa. En la actualidad la Universidad se conforma por 16 escuelas y facultades, distribuidas en nueve campus universitarios; con esto se cubren siete de las nueve regiones económicas del Estado; los campus de creación reciente son el VII en Pichucalco, VIII en Comitán y IX en Tonalá y Arriaga.
Por otra parte también se integraron los departamentos de lenguas distribuidos en las ciudades de Tuxtla Gutiérrez, San Cristóbal de las Casas y Tapachula, y estos departamentos ofrecían los idiomas extranjeros inglés, francés, italiano y alemán así como los dialectos de Tzotzil y Tzeltal (en el caso de San Cristóbal de las Casas).
Hoy en día se encuentran en funcionamiento los programas académicos agrupados por campus, con presencia en todas las regiones económicas de la entidad, quedando integrados de la siguiente forma:
UNIVERSIDAD AUTÓNOMA DE CHIAPAS:
CAMPUS I (Tuxtla Gutiérrez)
CAMPUS II (Tuxtla Gutiérrez)
Área de Ciencias Biomédicas: Medicina humana
CAMPUS III (San Cristóbal de las Casas)
CAMPUS IV (Tapachula)
CAMPUS V (Villaflores)
CAMPUS VI (Tuxtla Gutiérrez)
CAMPUS VII (Pichucalco)
CAMPUS VIII (Comitán de Domínguez)
CAMPUS IX (Istmo-Costa: Tonalá/Arriaga/Pijijiapan)

### Carlos Maciel Espinoza
Don Carlos Maciel fue el benefactor más importante en la historia de la Universidad Autónoma de Chiapas.
Maciel Espinoza donó un edificio en el centro de la ciudad para la Universidad (Julio/26/1966), así como las escrituras del terreno donde se construyó el primer campus de la UNACH (Marzo/11/1966).
Para 1969 la matrícula de las dos escuelas que funcionaban en el edificio Maciel era ya numerosa, por lo que fue necesario echar mano de los 250.000 metros cuadrados donados también por don Carlos Maciel en el kilómetro 1,081 de la Carretera Panamericana. El benefactor, entonces, bondadosamente hizo efectivo el ofrecimiento de donar 100.000 pesos más para la construcción de la Escuela de Técnicos en Contabilidad y Administración, por lo que en ese mismo año se inició la construcción del edificio.
Durante 1969 en los terrenos de San Andrés Piedra Bola, donados por don Carlos Maciel, se construyeron en forma sucesiva, la Escuela de Ingeniería, la Escuela Superior de Comercio, Arquitectura, para después, y ya en el régimen del Dr. Manuel Velasco Suárez, el Auditorio Universitario, las instalaciones de Rectoría y otras construcciones más.
Siguiendo el ejemplo de don Carlos Maciel, la sociedad chiapaneca, pueblo y notables, hacen suyo el proyecto de universidad, destacando más allá de su legado cultural, las donaciones en dinero de los hombres que conformaron el Ateneo de Ciencias y Artes de Chiapas, también hizo su contribución económica el H. Ayuntamiento de Cintalapa de Figuera, Chiapas, Patrocinio González Garrido, el magisterio federal, la Unión de Productores de Cacao, Edgar Robledo Santiago, la agrupación de Estudiantes Unidos del ICACH, el Círculo de Estudios Sociales de la Escuela de Derecho, el Club de Leones de Pichucalco, las presidencias municipales de Tuxtla Gutiérrez, Mapastepec, Chamula, La Trinitaria, Acala, Sixto González y el pueblo en general a través de un maratón radiofónico (Reyes Magos, F., 1995:19).

## Unidades académicas
La UNACH está formada por un conjunto de 13 facultades que se encargan de impartir los programas de grado y posgrado. Cada una de estas facultades tiene sus propios órganos académicos. Además cuenta con una escuela de lenguas y la licenciatura de sistemas computacionales impartida en la facultad de contaduría y administración.

## Campus
El edificio principal queda ubicado al poniente de la ciudad de Tuxtla Gutiérrez, en la que se encuentran ubicadas la Facultad de Contabilidad y Administración, la Facultad de Lenguas, la Facultad de Ingeniería, La Facultad de Arquitectura y la Facultad de Humanidades. También se encuentra al sur de la ciudad la Facultad de Medicina Humana, una de las más prestigiadas del país, y la Facultad de Medicina Veterinaria y Zootecnia ubicada a las afueras de la ciudad. Existen otras facultades en los campus de las otras ciudades.
Hay que destacar que en la Ciudad de San Cristóbal de las Casas, se encuentra la Facultad de Derecho, fundada en 1678, siendo en sus orígenes un Colegio Jesuita; a través de los años ésta ha sufrido diferentes cambios, pero siempre concentrándose en los estudios jurídicos. En el año de 1975, pasa a integrar la Universidad Autónoma de Chiapas, siendo una de las columnas vertebrales de esta. Actualmente es una de las mejores a nivel nacional y la única acreditada por CONFEDE en el sureste, resumiendo ser la mejor institución de enseñanza del Derecho en el Sureste de la República Mexicana.
La estructura de los Campus de la UNACH son los siguientes:

### Campus I (Tuxtla Gutiérrez)

#### Facultad de Lenguas
Los programas de Licenciatura que ofrece la Facultad de Lenguas son:
- Licenciatura en la Enseñanza del Inglés

En el 2013 se implementó el posgrado de:
- Maestría en Didáctica de las Lenguas, la cual se encuentra inscrita al Padrón Nacional de Posgrados de calidad (PNPC), por lo que cada estudiante aceptado tiene la oportunidad de recibir una beca del CONACyT.

#### Facultad de Contaduría y Administración
Los programas de Licenciatura que ofrece la Facultad de Contaduría y Administración (FCA) son:
- Licenciatura en Administración de Empresas
- Licenciatura en Contaduría
- Licenciatura en Gestión Turística
- Licenciatura en Sistemas Computacionales
- Licenciatura en Ingeniería en Desarrollo y Tecnologías de software

Los programas de maestría que se ofrecen en esta Facultad son:
- Maestría en Administración con terminal en Organizaciones, Finanzas, Personal, Mercadotecnia, Dirección de negocios, Administración pública, Gestión y Planificación Turística, Tecnologías de Información
- Maestría en Gestión para el Desarrollo

Los programas de doctorado que se ofrecen en esta Facultad son:
- Doctorado en Gestión para el Desarrollo

#### Facultad de Arquitectura
Los programas de Licenciatura que ofrece la Facultad de Arquitectura son:
- Licenciatura en Arquitectura

Los programas de maestría que se ofrecen en esta Facultad son:
- Maestría en Arquitectura y Urbanismo
- Especialidad en Proyectos de Arquitectura y Urbanismo

#### Facultad de Ingeniería
Los programas de Licenciatura que ofrece la Facultad de Ingeniería son:
- Ingeniería Civil

Los programas de Posgrado que se ofrecen en esta Facultad son:
- Maestría en Ingeniería con opción terminal en Calidad del agua, Construcción, Hidráulica
- Especialidad en Didáctica de las Matemáticas
- Maestría en Ciencias con Especialidad en Matemáticas Educativas
- Doctorado en Ingeniería Civil

#### Facultad de Ciencias en Física y Matemáticas
La creación de la Licenciatura en Física y Matemáticas fue aprobada el 9 de diciembre de 2005 en sesión del H. Consejo Universitario y su plan de estudio vigente se aprobó en sesión del 29 de junio de 2006 adscribiéndolos a la Facultad de Ingeniería Campus I. El 30 de octubre del 2007, la Dirección General de Profesiones de la Subsecretaría de Educación Superior autoriza a la Universidad Autónoma de Chiapas la adición de la carrera de Licenciatura en Matemáticas con clave DGP 111301. El 30 de octubre de 2008 en la Sesión Ordinario del Consejo Universitario se aprueba la creación de Centro de Estudios en Física y Matemáticas Básicas y Aplicadas de la Universidad Autónoma de Chiapas (CEFyMAP). 
En el año 2014, Año de la Universidad Autónoma de Chiapas y del Dr. Manuel Velasco Suárez, se obtuvo el cambio de Centro de Estudios a Facultad de Ciencias en Física y Matemáticas, aprobado por el voto unánime del Consejo Universitario de la Máxima casa de estudios del Estado.

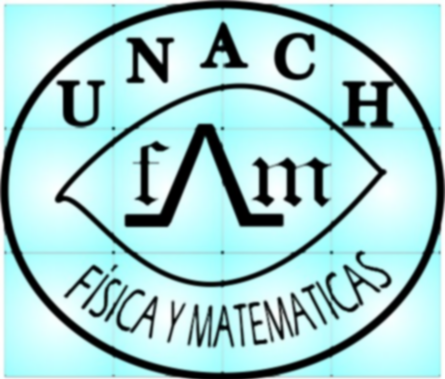
Logo Oficial de la Facultad de Ciencias en Física Y Matemáticas

Los programas de Licenciatura que ofrece la Facultad de Ciencias en Física y Matemáticas son:
- Licenciatura en Física
- Licenciatura en Matemáticas
- Licenciatura en Ingeniería Física
- Licenciatura en Matemáticas Aplicadas

Asimismo desde el mes de febrero del año 2014, se imparten maestrías en ciencias, las cuales desde el mes de junio de ese mismo año ingresaron al Padrón Nacional de Posgrados de calidad (PNPC), por lo que cada estudiante aceptado tiene la oportunidad de recibir una beca del CONACyT.
Los programas de Maestría que se ofrecen en la Facultad son:
- Maestría en Física
- Maestría en Matemáticas

Sitio Web: http://www.fcfm.unach.mx

#### Centro de Estudios para el Arte y la Cultura
Los programas de Licenciatura que ofrece el Centro de Estudios para el Arte y la Cultura son:
- Licenciatura en Danza

### Campus II (Tuxtla Gutiérrez)

#### Facultad de Medicina Humana

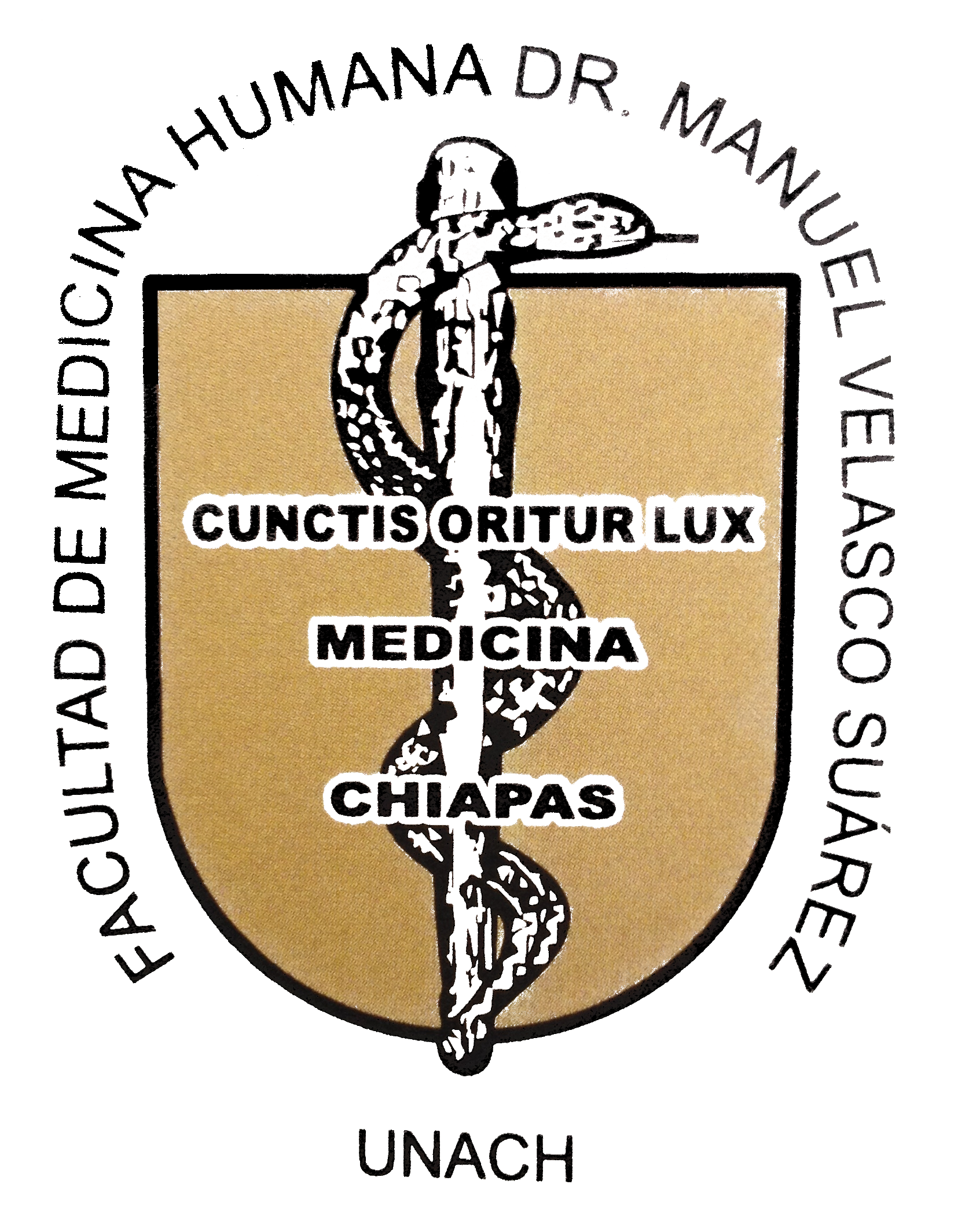
Logotipo de la Facultad de Medicina Humana, campus II, UNACH

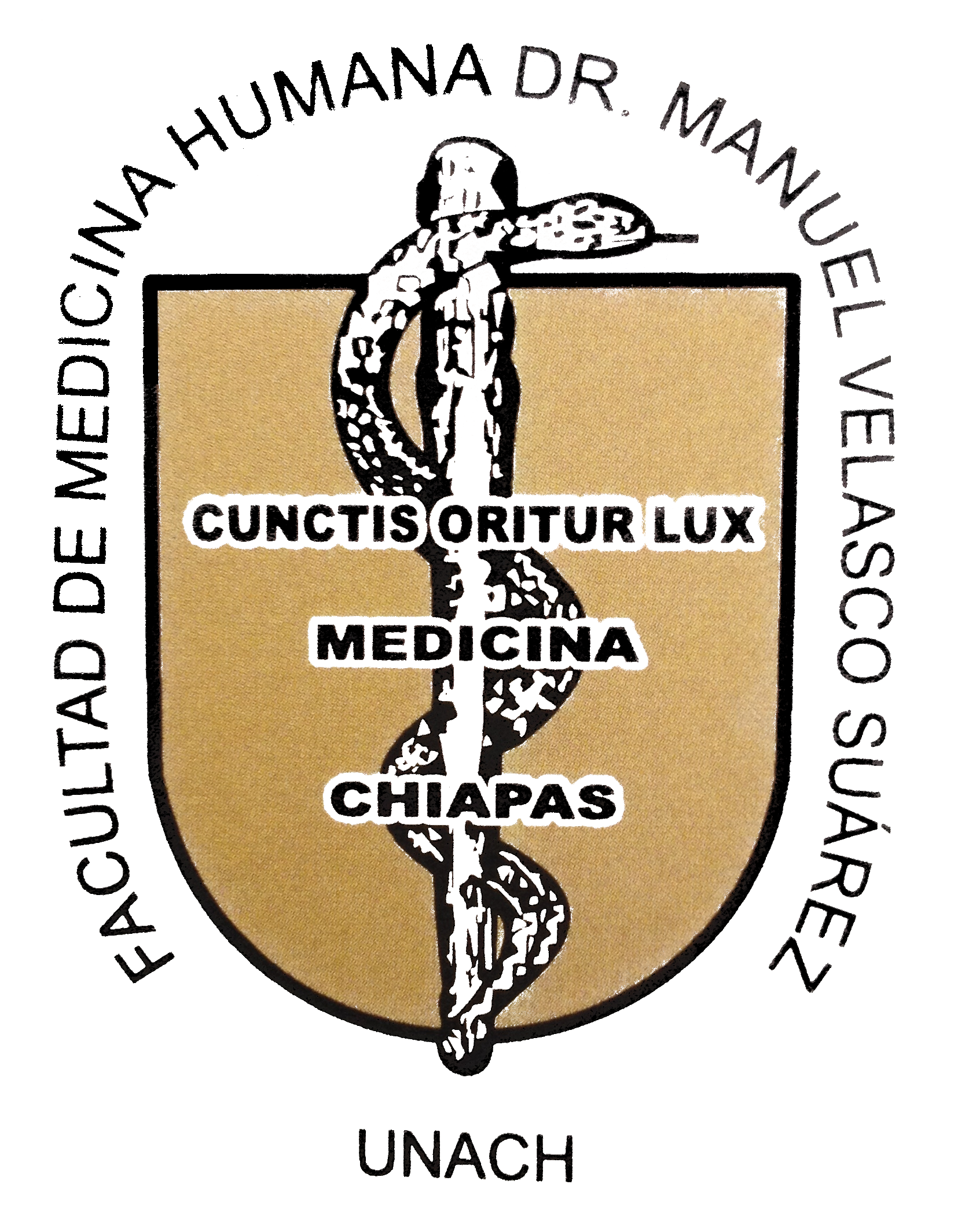
Logotipo de la Facultad de Medicina Humana, campus II, UNACH

Los programas de Licenciatura que ofrece la Facultad de Medicina Humana son:
- Licenciatura en Gerontología Plan 2013
- Licenciatura en Médico Cirujano Plan 2013

Los programas de maestría que se ofrecen en esta Facultad son:
- Especialidades Clínicas: Anestesiología, Cirugía General, Gineco Obstetricia, Pediatría, Medicina Interna Medicina Integrada, Urgencias Médicas, Ortopedia

Además de realizar un preuniversitario selectivo para los de nuevo ingreso a primer módulo. Para éstos preuniversitarios existe un sitio web llamado tupreu.hol.es a través del cual pueden conectarse los alumnos de curso.
Los programas de doctorado que se ofrecen en esta Facultad son:
- Doctorado en Ciencias para la Salud

#### Facultad de Medicina Veterinaria y Zootecnia
Los programas de Licenciatura que ofrece la Facultad de Medicina Humana (FMVZ) son:
- Licenciatura en Medicina Veterinaria y Zootecnia

Los programas de maestría que se ofrecen en esta Facultad son:
- Maestría en Ciencias en Producción Animal Sustentable
- Especialidad en Sanidad Animal (PNPC)
- Maestría en Ciencias en Producción Agropecuaria Tropical (PNPC)

### Campus III (San Cristóbal de las Casas)

#### Facultad de Lenguas
Los programas de Licenciatura que ofrece la Escuela de Lenguas son:
- Licenciatura en Enseñanza del Inglés

#### Facultad de Derecho
Los programas de Licenciatura que ofrece la Facultad de Derecho (FD) son:
- Licenciatura en Derecho

Los programas de maestría que se ofrecen en esta Facultad son:
- Maestría en Derecho Constitucional y Amparo
- Maestría en Procuración e Impartición de Justicia

Los programas de doctorado que se ofrecen en esta Facultad son:
- Doctorado en Derechos Humanos

#### Facultad de Ciencias Sociales
Los programas de Licenciatura que ofrece la Facultad de Ciencias Sociales (FCS) son:
- Licenciatura en Antropología Social
- Licenciatura en Economía
- Licenciatura en Historia
- Licenciatura en Sociología

Los programas de doctorado que se ofrecen en esta Facultad son:
- Maestría en Desarrollo Local

#### Instituto de Estudios Indígenas
Los programas de Licenciatura que ofrece el Instituto de Estudios Indígenas (IEI) son:
- Licenciatura en Gestión y Autodesarrollo Indígena

Los programas de maestría que se ofrecen en esta Facultad son:
- Maestría en Desarrollo Local

### Campus IV Tapachula (Tapachula)

#### Escuela de Lenguas
Los programas de Licenciatura que ofrece la Escuela de Lenguas (EL) son:
- Licenciatura en Enseñanza del Inglés

```
 Licenciatura en agronomía tropical
```

- Licenciatura en Inglés

#### Facultad de Negocios
Los programas de Licenciatura que ofrece la Facultad de Contaduría Pública (FCP) son:
- Licenciatura en Contaduría
- Licenciatura en Ingeniería en Desarrollo y Tecnologías de software

Los programas de maestría que se ofrecen en esta Facultad son:
- Maestría en Administración con terminal en Organizaciones, Finanzas, Personal, Mercadotecnia, Dirección de negocios, Administración pública, Gestión y planificación turística, Tecnologías de información
- Maestría en Gestión para el Desarrollo

Los programas de doctorado que se ofrecen en esta Facultad son:
- Doctorado en Gestión para el Desarrollo

#### Facultad de Ciencias de la Administración
Los programas de Licenciatura que ofrece la Facultad de Ciencias de la Administración (FCA) son:
- Licenciatura en Administración de Empresas
- Licenciatura en Administración de Agronegocios
- Licenciatura en Comercio Internacional
- Licenciatura en Gestión Turística
- Ingeniería Agroindustrial

Los programas de maestría que se ofrecen en esta Facultad son:
- Maestría en Administración con terminal en Organizaciones, Finanzas, Personal, Mercadotecnia, Dirección de negocios, Administración pública, Gestión y planificación turística, Tecnologías de información
- Maestría en Gestión para el Desarrollo

Los programas de doctorado que se ofrecen en esta Facultad son:
- Doctorado en Gestión para el Desarrollo

#### Facultad de Ciencias Químicas
Los programas de Licenciatura que ofrece la Facultad de Ciencias Químicas (FCQ) son:
- Licenciatura en Químico Farmacobiólogo

Los programas de maestría que se ofrecen en esta Facultad son:
- Maestría en Ciencias en Bioquímica Clínica

Los programas de doctorado que se ofrecen en esta Facultad son:
- Doctorado en Ciencias para la Salud

#### Facultad de Ciencias Agrícolas
Los programas de Licenciatura que ofrece la Facultad de Ciencias Agrícolas (FCA) son:
- Licenciatura en Ingeniero Agrónomo Tropical
- Licenciatura en Ingeniero Forestal

Los programas de maestría que se ofrecen en esta Facultad son:
- Maestría en Ciencias en Agricultura Tropical
- Maestría en Ciencias en Ganadería Tropical
- Especialidad en Plantaciones Agroindustriales
- Especialidad en Producción Orgánica Agropecuaria Sustentable

#### Facultad de Medicina Humana
Los programas de Licenciatura que ofrece la Facultad de Medicina Humana (FMH) son:
- Licenciatura en Médico Cirujano

#### Instituto de Biociencias
El Instituto de Biociencias se encuentra ubicado en el Campus IV en la ciudad de Tapachula, Chiapas, México.
Historia
En el año de 1993 se introduce dentro de las opciones de formación de la Universidad Autónoma de Chiapas la licenciatura de Ingeniero Biotecnólogo (IBT), albergada en ese entonces en la Escuela de Ciencias Químicas en la ciudad de Tapachula, Chiapas, México. A partir de aquel año inician los trabajos de investigación y formación de recursos humanos con proyectos de investigación que al igual que hoy atienden las problemáticas del entorno. Para el año de 1998, con una generación de profesionales egresados y con la madurez académica requerida inicia la formación de la primera generación de Maestros en Biotecnología.
En el año 2005 como una necesidad fehaciente de formar profesionales que desarrollen actividades de investigación, manejo y conservación de los sistemas acuáticos, la UNACH crea la licenciatura de Ingeniero en Sistemas Costeros (ISC), iniciándose las actividades de aprendizaje en las instalaciones del Cetmar, en Puerto Madero. Con este antecedentes y en la búsqueda de mayores convergencias entre sus programas de estudio, la UNACH por aprobación del H. Consejo Universitario crea el Centro de Biociencias el 3 de diciembre de 2007 y puesto operativamente en marcha en enero de 2008.
En enero de 2014 se inician las actividades en las instalaciones propias ubicadas en Boulevard Príncipe Akishino sin número CP 30798, en la ciudad de Tapachula, Chiapas junto a las instalaciones del CEAyE-UNACH y de manera paralela en las instalaciones en Puerto Madero junto a Las Escolleras para desarrollo de actividades acuáticas y formación de Ingenieros en Sistemas Costeros. En octubre de 2015 la H. Junta de Gobierno de la Universidad Autónoma de Chiapas cambia el estatus del CenBio a Instituto de Biociencias (IBC), nombre con el que se conoce actualmente.
Además de la formación de recursos humanos de pre y posgrado, se desarrollan actividades de investigación en materia de: Genoidentificación de organismos tropicales; fertilización orgánica de cultivos alimenticios; conservación poscosecha de frutos tropicales; control biológico de patógenos de plantas y alimentos; ecología poblacional de organismos acuáticos y terrestres con énfasis en plantas; evaluación sensorial de sistemas alimentarios; estrategias no convenciales para prolongar la vida de anaquel de alimentos; biocombustibles; producción de organismos en sistemas acuáticos; etc.
El IBC actualmente ofrece la licenciatura de Ingeniero Biotecnólogo así como la Maestría en Biotecnología.
- Ingeniero Biotecnólogo

- Maestría en Biotecnología

### Campus V (Villaflores)

#### Facultad de Ciencias Agronómicas
Los programas de Licenciatura que ofrece la Facultad de Ciencias Agronómicas (FCA) son:
- Ingeniería Agrónoma

Los programas de maestría que se ofrecen en esta Facultad son:
- Maestría en Agroecología Tropical
- Maestría en Ciencias en Producción Agropecuaria Tropical (PNPC)
- Especialidad en Sanidad Vegetal

### Campus VI (Tuxtla Gutiérrez)

#### Facultad de Humanidades
Los programas de Licenciatura que ofrece la Facultad de Humanidades (FH) son:
- Licenciatura en Bibliotecología y gestión de Información
- Licenciatura en Comunicación
- Licenciatura en Lengua y Literatura Hispanoamericanas
- Licenciatura en Pedagogía
- Licenciatura en Filosofía

Los programas de posgrado que se ofrecen en esta facultad son:
- Maestría en Estudios Culturales
- Doctorado en Estudios Regionales
- Especialidad en Procesos Culturales Lecto-escritores

Extensión Pijijiapan:
- Licenciatura en Pedagogía.

### Campus VII (Pichucalco)

#### Escuela de Contaduría y Administración
Los programas de Licenciatura que ofrece la Escuela de Contaduría y Administración (ECA) son:
- Licenciatura en Contaduría
- Licenciatura en Administración

### Campus VIII Comitán

#### Facultad de Ciencias Administrativas
Los programas de Licenciatura que ofrece la Facultad de Ciencias Administrativas (FCA) son:
- Licenciatura en Contaduría
- Licenciatura en Administración

Los programas de Maestría que ofrece la Facultad de Ciencias Administrativas (FCA) son:
- Maestría en Desarrollo e Innovación Empresarial

### Campus IX Tonala (Istmo-Costa)

#### Escuela de Ciencias Administrativas Istmo-Costa
Los programas de Licenciatura que ofrece la Escuela de Ciencias Administrativas Istmo son:
Licenciatura en Administración de Empresas
Licenciatura en Contaduría Pública

### Campus IX Arriaga (Istmo-Costa)

#### Escuela de Ciencias Administrativas Istmo
Los programas de Licenciatura que ofrece la Escuela de Ciencias Administrativas Istmo (ECA) son:
- Ingeniería Agroindustrial
- Licenciatura en Contaduría
- Licenciatura en Administración

### Campus IX Pijijiapan (Istmo-Costa)

#### Escuela de Humanidades, Campus IX, Pijijiapan
Los programas de Licenciatura que ofrece la Escuela de Humanidades, Campus IX son:
- Licenciatura en Pedagogía
- Licenciatura en Puericultura y Desarrollo Infantil

## Oferta académica

### Campus I (Tuxtla Gutiérrez)

#### Facultad de Lenguas
Carreras:
- Licenciatura en la Enseñanza del Inglés

Posgrados:
- Maestría en Didáctica de las Lenguas

#### Facultad de Contaduría y Administración
Carreras:
- Licenciatura en Administración de Empresas
- Licenciatura en Contaduría
- Licenciatura en Gestión Turística
- Licenciatura en Sistemas Computacionales
- Licenciatura en Ingeniería en Desarrollo y Tecnologías de software

Posgrados:
- Maestría en Administración con terminal en Organizaciones, Finanzas, Personal, Mercadotecnia, Dirección de negocios, Administración pública, Gestión y Planificación Turística, Tecnologías de Información
- Maestría en Gestión para el Desarrollo
- Doctorado en Gestión para el Desarrollo

#### Facultad de Arquitectura
Carreras:
- Licenciatura en Arquitectura

Posgrados:
- Maestría en Arquitectura y Urbanismo
- Especialidad en Proyectos de Arquitectura y Urbanismo

#### Facultad de Ingeniería
Carreras:
- Ingeniería Civil

Posgrados:
- Maestría en Ingeniería con opción terminal en Calidad del agua, Construcción, Hidráulica
- Especialidad en Didáctica de las Matemáticas
- Maestría en Ciencias con Especialidad en Matemáticas Educativas
- Doctorado en Ingeniería Civil

#### Facultad de Ciencias en Física y Matemáticas
Carreras:
- Licenciatura en Física
- Licenciatura en Matemáticas
- Licenciatura en Ingeniería Física
- Licenciatura en Matemáticas Aplicadas

Posgrados:
- Maestría en Física
- Maestría en Matemáticas

#### Centro de Estudios para el Arte y la Cultura
Los programas de Licenciatura que ofrece el Centro de Estudios para el Arte y la Cultura son:
- Licenciatura en Danza

### Campus II (Tuxtla Gutiérrez)

#### Facultad de Medicina Humana
Los programas de Licenciatura que ofrece la Facultad de Medicina Humana son:
- Licenciatura en Gerontología Plan 2013
- Licenciatura en Médico Cirujano Plan 2013

Los programas de maestría que se ofrecen en esta Facultad son:
- Especialidades Clínicas: Anestesiología, Cirugía General, Gineco Obstetricia, Pediatría, Medicina Interna Medicina Integrada, Urgencias Médicas, Ortopedia

Además de realizar un preuniversitario selectivo para los de nuevo ingreso a primer módulo. Para éstos preuniversitarios existe un sitio web llamado tupreu.hol.es a través del cual pueden conectarse los alumnos de curso.
Los programas de doctorado que se ofrecen en esta Facultad son:
- Doctorado en Ciencias para la Salud

#### Facultad de Medicina Veterinaria y Zootecnia
Los programas de Licenciatura que ofrece la Facultad de Medicina Humana (FMVZ) son:
- Licenciatura en Medicina Veterinaria y Zootecnia

Los programas de maestría que se ofrecen en esta Facultad son:
- Maestría en Ciencias en Producción Animal Sustentable
- Especialidad en Sanidad Animal (PNPC)
- Maestría en Ciencias en Producción Agropecuaria Tropical (PNPC)

### Campus III (San Cristóbal de las Casas)

#### Facultad de Lenguas
Los programas de Licenciatura que ofrece la Escuela de Lenguas son:
- Licenciatura en Enseñanza del Inglés

#### Facultad de Derecho
Los programas de Licenciatura que ofrece la Facultad de Derecho (FD) son:
- Licenciatura en Derecho

Los programas de maestría que se ofrecen en esta Facultad son:
- Maestría en Derecho Constitucional y Amparo
- Maestría en Procuración e Impartición de Justicia

Los programas de doctorado que se ofrecen en esta Facultad son:
- Doctorado en Derechos Humanos

#### Facultad de Ciencias Sociales
Los programas de Licenciatura que ofrece la Facultad de Ciencias Sociales (FCS) son:
- Licenciatura en Antropología Social
- Licenciatura en Economía
- Licenciatura en Historia
- Licenciatura en Sociología

Los programas de doctorado que se ofrecen en esta Facultad son:
- Maestría en Desarrollo Local

#### Instituto de Estudios Indígenas
Los programas de Licenciatura que ofrece el Instituto de Estudios Indígenas (IEI) son:
- Licenciatura en Gestión y Autodesarrollo Indígena

Los programas de maestría que se ofrecen en esta Facultad son:
- Maestría en Estudios sobre Diversidad Cultural y Espacios Sociales

### Campus IV Tapachula (Tapachula)

#### Escuela de Lenguas
Carreras:
- Licenciatura en Enseñanza del Inglés

#### Facultad de Negocios
Carreras:
- Licenciatura en Contaduría
- Licenciatura en Ingeniería en Desarrollo y Tecnologías de software

Posgrados:
- Maestría en Administración con terminal en Organizaciones, Finanzas, Personal, Mercadotecnia, Dirección de negocios, Administración pública, Gestión y planificación turística, Tecnologías de información
- Maestría en Gestión para el Desarrollo
- Doctorado en Gestión para el Desarrollo

#### Facultad de Ciencias de la Administración
Carreras:
- Licenciatura en Administración de Empresas
- Licenciatura en Administración de Agronegocios
- Licenciatura en Comercio Internacional
- Licenciatura en Gestión Turística
- Ingeniería Agroindustrial

Posgrados:
- Maestría en Administración con terminal en Organizaciones, Finanzas, Personal, Mercadotecnia, Dirección de negocios, Administración pública, Gestión y planificación turística, Tecnologías de información
- Maestría en Gestión para el Desarrollo
- Doctorado en Gestión para el Desarrollo

#### Facultad de Ciencias Químicas
Los programas de Licenciatura que ofrece la Facultad de Ciencias Químicas (FCQ) son:
- Licenciatura en Químico Farmacobiólogo

Posgrados:
- Maestría en Ciencias en Bioquímica Clínica
- Doctorado en Ciencias para la Salud

#### Facultad de Ciencias Agrícolas
Carreras:
- Licenciatura en Ingeniero Agrónomo Tropical
- Licenciatura en Ingeniero Forestal

Los programas de maestría que se ofrecen en esta Facultad son:
- Maestría en Ciencias en Agricultura Tropical
- Maestría en Ciencias en Ganadería Tropical
- Especialidad en Plantaciones Agroindustriales
- Especialidad en Producción Orgánica Agropecuaria Sustentable

#### Facultad de Medicina Humana
Carreras:
- Licenciatura en Médico Cirujano

#### Instituto de Biociencias
Carreras:
- Ingeniero Biotecnólogo

Posgrados:
- Maestría en Biotecnología

### Campus V (Villaflores)

#### Facultad de Ciencias Agronómicas
Carreras:
- Ingeniería Agrónoma

Posgrados:
- Maestría en Agroecología Tropical
- Maestría en Ciencias en Producción Agropecuaria Tropical (PNPC)
- Especialidad en Sanidad Vegetal

### Campus VI (Tuxtla Gutiérrez)

#### Facultad de Humanidades
Carreras:
- Licenciatura en Bibliotecología y Gestión de Información
- Licenciatura en Comunicación
- Licenciatura en Lengua y Literatura Hispanoamericanas
- Licenciatura en Pedagogía
- Licenciatura en Filosofía

Posgrados:
- Especialidad en Procesos Culturales Lecto-escritores
- Maestría en Estudios Culturales
- Doctorado en Estudios Regionales

Extensión Pijijiapan:
- Licenciatura en Pedagogía.

### Campus VII (Pichucalco)

#### Escuela de Contaduría y Administración
Carreras:
- Licenciatura en Contaduría
- Licenciatura en Administración

### Campus VIII Comitán

#### Facultad de Ciencias Administrativas
Carreras:
- Licenciatura en Contaduría
- Licenciatura en Administración

Posgrados:
- Maestría en Desarrollo e Innovación Empresarial

### Campus IX Tonalá (Istmo-Costa)

#### Escuela de Ciencias Administrativas Istmo-Costa
Carreras:
• Licenciatura en Administración de Empresas
• Licenciatura en Contaduría Pública

### Campus IX Arriaga (Istmo-Costa)

#### Escuela de Ciencias Administrativas Istmo
Carreras:
- Ingeniería Agroindustrial
- Licenciatura en Contaduría
- Licenciatura en Administración

### Campus IX Pijijiapan (Istmo-Costa)

#### Escuela de Humanidades, Campus IX, Pijijiapan
Carreras:
- Licenciatura en Pedagogía
- Licenciatura en Puericultura y Desarrollo Infantil

## Deportes
Ocelotes de la Universidad Autónoma de Chiapas, también conocido simplemente como Ocelotes, es un equipo de fútbol profesional que juega en la Ciudad de Tapachula en el estado de Chiapas y que actualmente juega en la segunda división mexicana.
El Club surge en Verano de 2002 cuando la Universidad Autónoma de Chiapas decide crear un equipo para tener un representativo en el fútbol mexicano y para fomentar el deporte entre los jóvenes. Pero sería hasta el torneo Apertura 2003 cuando debutó en la segunda división profesional. En los años 2005, 2006 y 2007 ocelotes se mantendría a media tabla, sin aspirar a la liguilla, pero lejos del descenso.